# Batrachomatus wingii
Batrachomatus wingii är en skalbaggsart som beskrevs av Clark 1863. Batrachomatus wingii ingår i släktet Batrachomatus och familjen dykare. Inga underarter finns listade i Catalogue of Life.